# Eriosema pentaphyllum
Eriosema pentaphyllum är en ärtväxtart som beskrevs av Hermann August Theodor Harms. Eriosema pentaphyllum ingår i släktet Eriosema och familjen ärtväxter. Inga underarter finns listade i Catalogue of Life.